# Acordo de Doha (2020)

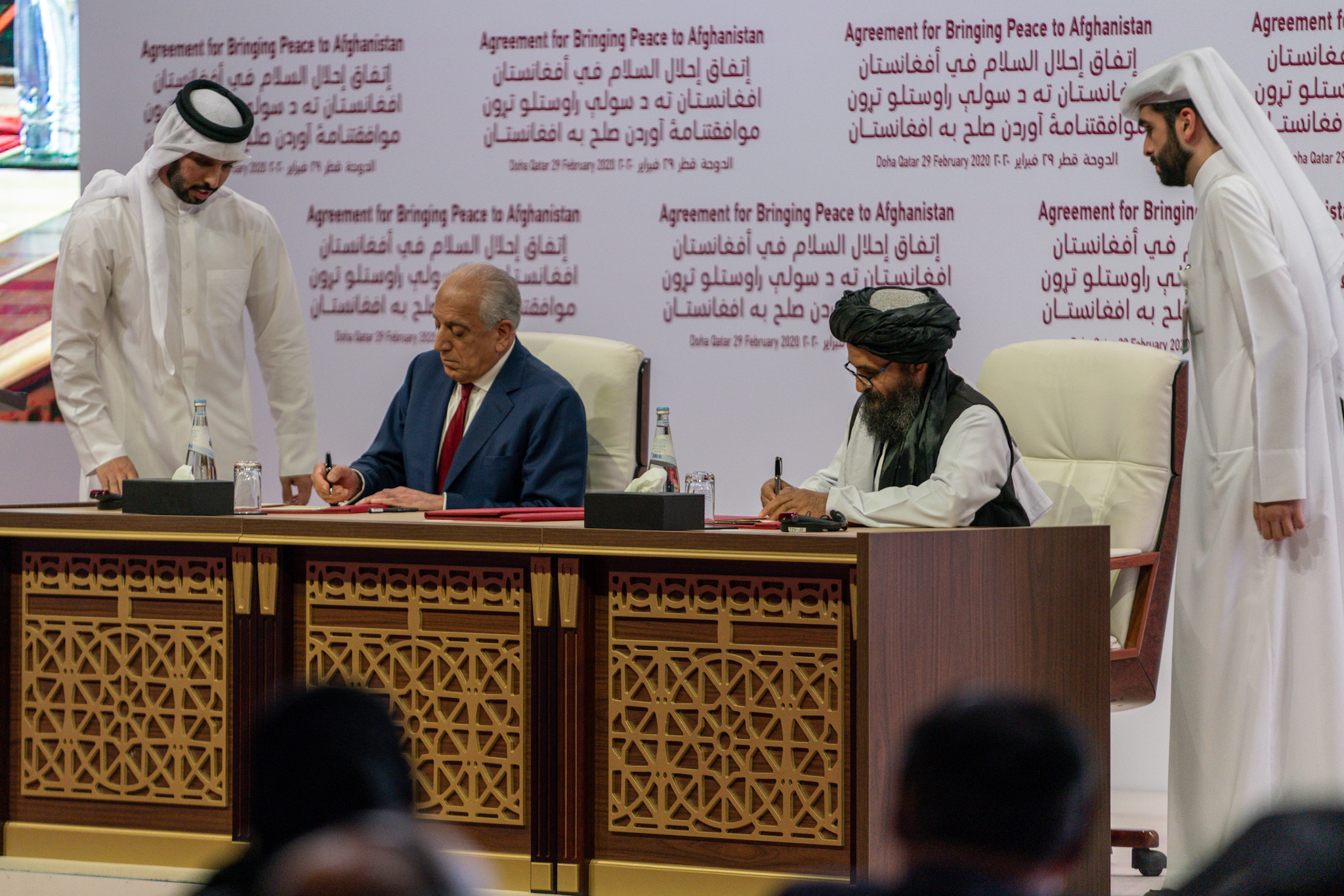
O representante dos Estados Unidos, Zalmay Khalilzad (à esquerda), e o representante do Talibã, Abdul Ghani Baradar (à direita), assinando o acordo em Doha, Qatar, em 29 de fevereiro de 2020.

O Acordo de Doha (2020), também conhecido como Acordo para Trazer a Paz ao Afeganistão, é um acordo de paz assinado entre os Estados Unidos e os Talibã no dia 29 de fevereiro de 2020, no Sheraton Grand Doha, em Doha, no Catar. O acordo de 4 páginas está publicado no site do Departamento de Estado dos EUA. As disposições do acordo incluem a retirada de todas as tropas americanas e da NATO do Afeganistão, em troca de uma promessa dos Talibã de impedir a al-Qaeda de operar em áreas sob o controlo dos Talibã, bem como negociações entre os Talibã e o governo afegão.
Os Estados Unidos concordaram com uma redução inicial do seu nível de forças de 13 000 para 8 600 até julho de 2020, seguida por uma retirada total em 14 meses se os Talibã mantivessem os seus compromissos. Os Estados Unidos também comprometeram-se a fechar cinco bases militares em 135 dias e expressaram a sua intenção de encerrar as sanções económicas contra os Talibã até 27 de agosto de 2020.
O acordo foi apoiado pela China, Rússia e Paquistão e aprovado por unanimidade pelo Conselho de Segurança da ONU, embora não envolvesse o governo do Afeganistão. A Índia saudou a aceitação do pacto pelo "governo e povo" afegãos.
Apesar do acordo de paz, ataques insurgentes contra as forças de segurança afegãs aumentaram nos 45 dias após o acordo. Os Talibã conduziram mais de 4 500 ataques no Afeganistão e mais de 900 forças de segurança afegãs foram mortas. Devido à redução no número de ofensivas contra os Talibã, as baixas dos Talibã caíram para 610, ante cerca de 1 660 no mesmo período do ano anterior.

## O acordo
As negociações intra-afegãs estavam programadas para começar a 10 de março de 2020 em Oslo, na Noruega. A composição da equipa de negociação do governo afegão não foi determinada, pois os resultados das eleições presidenciais afegãs de 2019 foram contestados. O acordo exigia que o governo afegão libertasse 5 000 prisioneiros dos Talibã até ao início das negociações, numa troca de prisioneiros por 1 000 soldados do governo mantidos pelos Talibã. O governo afegão não participou do acordo e, a 1 de março, Ghani declarou que rejeitaria a troca de prisioneiros: “O governo do Afeganistão não se comprometeu a libertar 5 000 prisioneiros do Talibã. [...] A libertação de prisioneiros não é autoridade dos Estados Unidos, mas é autoridade do governo do Afeganistão." Ghani também afirmou que qualquer troca de prisioneiros "não pode ser um pré-requisito para as negociações", mas deve fazer parte das negociações. A 2 de março um porta-voz dos Talibã afirmou que eles estavam "totalmente prontos" para as negociações intra-afegãs, mas que não haveria negociações se cerca de 5 000 dos seus prisioneiros não fossem libertados. Ele também disse que o período acordado de redução da violência acabou e que as operações contra as forças do governo afegão poderiam ser retomadas. A ofensiva dos Talibã de 2021 efetivamente deu ao grupo controlo total sobre o país, depois de as tropas ocidentais se retirarem.
As disposições do acordo incluem a retirada de todas as tropas americanas e da NATO do Afeganistão, uma promessa dos Talibã em impedir a al-Qaeda de operar em áreas sob controlo dos Talibã e conversas entre os Talibã e o governo afegão. Os Estados Unidos concordaram com uma redução inicial do seu número de forças de 13 000 para 8 600 até julho de 2020, seguida por uma retirada total em 14 meses se os Talibã mantivessem os seus compromissos. O secretário-geral da NATO, Jens Stoltenberg, prometeu reduzir o número da NATO para cerca de 12 000, de cerca de 16 000 soldados. Os Estados Unidos também comprometeram-se a fechar cinco bases militares em 135 dias, e expressaram a sua intenção de pôr termo às sanções económicas contra os Talibã até 27 de agosto de 2020.

## Impacto

### Ataques insurgentes
Apesar do acordo de paz entre os EUA e os Talibã, houve relatos de que ataques insurgentes contra as forças de segurança afegãs aumentaram no país. Nos 45 dias após o acordo (entre 1 de março e 15 de abril de 2020), os Talibã realizaram mais de 4 500 ataques no Afeganistão, dados que mostram um aumento de mais de 70% em relação ao mesmo período do ano anterior. Mais de 900 forças de segurança afegãs foram mortas no período, contra cerca de 520 no mesmo período do ano anterior. Enquanto isso, devido a uma redução significativa no número de ofensivas e ataques aéreos das forças afegãs e americanas contra os Talibã devido ao acordo, as baixas dos Talibã caíram para 610 no período, ante cerca de 1 660 no mesmo período do ano anterior. O porta-voz do Pentágono, Jonathan Hoffman, disse que embora os Talibã tenha parado de conduzir ataques contra as forças da coligação lideradas pelos EUA no Afeganistão, a violência ainda era "inaceitavelmente alta" e "não conduzia a uma solução diplomática". Ele acrescentou: "Continuamos a fazer ataques defensivos para ajudar a defender os nossos parceiros na área e continuaremos a fazê-lo."
No dia 22 de junho de 2020 o Afeganistão relatou a sua "semana mais sangrenta em 19 anos", durante a qual 291 membros das Forças de Defesa e Segurança Nacional do Afeganistão (ANDSF) foram mortos e 550 ficaram feridos em 422 ataques realizados pelos Talibã. Pelo menos 42 civis, incluindo mulheres e crianças, também foram mortos e 105 outros feridos pelos Talibã em 18 províncias. Durante a semana, os Talibã sequestraram 60 civis na província central de Daykundi.
No dia 1 de julho de 2020, o Comité dos Serviços Armados da Câmara dos EUA votou de forma esmagadora a favor de uma emenda da Lei de Autorização de Defesa Nacional para restringir a capacidade do presidente Trump de retirar as tropas dos EUA do Afeganistão.
O assessor de segurança nacional do presidente Biden dos EUA, Jake Sullivan, disse em janeiro de 2021 que os Estados Unidos iriam rever o acordo de paz para retirar os restantes 2 500 soldados do Afeganistão até maio de 2021.

### Negociações de troca de prisioneiros
Os Talibã retomaram as operações ofensivas contra o exército afegão e a polícia afegã a 3 de março de 2020, realizando ataques nas províncias de Kunduz e Helmand. A 4 de março, os Estados Unidos realizaram ataques aéreos contra combatentes dos Talibã na província de Helmand, no sul do Afeganistão.
As negociações intra-afegãs não começaram como planeado a 10 de março de 2020. No entanto, naquele dia Ghani assinou um decreto ordenando ao governo afegão que começasse a libertar 1 500 prisioneiros dos Talibã a 14 de março se eles concordassem em assinar promessas garantindo que não regressavam ao combate. Se eles não assinassem as promessas, o decreto não entraria em vigor. No mesmo dia os EUA começaram a retirar algumas tropas. Apesar do facto de que os termos do acordo de paz também receberam apoio unânime do Conselho de Segurança da ONU, fontes próximas aos Talibã, incluindo o porta-voz dos Talibã, Suhail Shaheen, anunciaram posteriormente que o grupo havia rejeitado o decreto de troca de prisioneiros de Ghani e ainda insistia na libertação de 5 000 prisioneiros talibãs. No dia 14 de março de 2020, Javid Faisal, porta-voz do Conselho de Segurança Nacional, anunciou que o presidente Ghani havia atrasado a libertação dos prisioneiros dos Talibã, citando a necessidade de revisar a lista dos prisioneiros, colocando assim em risco o acordo de paz entre o governo dos EUA e os Talibã.
A 27 de março de 2020 o governo afegão anunciou a formação de uma equipa de negociação de 21 membros para as negociações de paz. No entanto, a 29 de março, os Talibã rejeitaram a equipa, declarando que "só devemos sentar para conversar com uma equipa de negociação que esteja em conformidade com os nossos acordos e seja constituída de acordo com os princípios estabelecidos". A 31 de março de 2020 uma delegação de três pessoas dos Talibã chegaram a Cabul para discutir a libertação de prisioneiros. Eles eram os primeiros representantes dos Talibã a visitar Cabul desde 2001. O governo afegão também concordou anteriormente em manter as negociações na prisão de Bagram. No mesmo dia, porém, o governo afegão anunciou que a recusa dos Talibã em concordar com outro cessar-fogo e a recusa da delegação dos Talibã em aparecer na prisão no horário programado resultaram no adiamento da troca de prisioneiros. Após a chegada da delegação dos Talibã, um alto funcionário do governo afegão disse à Reuters "a libertação dos prisioneiros pode acontecer dentro de alguns dias se tudo correr conforme planeado".
No dia 31 de março de 2020 o Conselho de Segurança da ONU pediu a todas as partes em conflito que declarassem um cessar-fogo para que o processo de paz progredisse ainda mais. A 1 de abril de 2020 foi revelado que tanto os Talibã quanto o governo afegão mantiveram conversas cara a cara em Cabul no dia anterior, ao contrário das conversas de videoconferência anteriores, e que foram supervisionadas pelo Comité Internacional da Cruz Vermelha (CICV). No entanto, o Escritório do Conselho de Segurança Nacional do Afeganistão declarou que o único progresso feito até então tinha sido "em questões técnicas" e o porta-voz dos Talibã, Zabihullah Mujahid, afirmou posteriormente: "Não haverá negociações políticas lá." Fora das negociações, as tensões entre o governo afegão e os Talibã também ficaram evidentes quando as autoridades afegãs culparam os Talibã pela explosão de 1 de abril de 2020 que matou várias crianças em Helmand. No segundo dia de negociações, foi acordado que a 2 de abril de 2020 até 100 prisioneiros dos Talibã seriam libertados em troca de 20 militares afegãos.
A 7 de abril de 2020 os Talibã sairam das negociações de troca de prisioneiros, que o porta-voz dos Talibã, Suhail Shaheen, descreveu como "infrutíferas". Shaheen também afirmou num tweet que horas após sair das negociações, a equipa de negociação dos Talibã foi chamada de volta de Cabul. Os Talibã também não conseguiram garantir a libertação de nenhum dos 15 comandantes que pretendiam libertar. Discussões sobre quais prisioneiros deveriam ser trocados também resultaram num atraso na troca de prisioneiros planeada. No dia seguinte, Faisal afirmou que apenas 100 prisioneiros dos Talibã seriam libertados. Faisal afirmou mais tarde que os 100 prisioneiros, que estavam encarcerados em Bagram, foram libertados. Os Talibã recusaram-se a verificar essas libertações, em parte devido ao facto de que a retirada dos Talibã de Cabul impediu a sua "equipa técnica" de fazer as verificações das identidades dos prisioneiros. Como o governo afegão determinou apenas quais prisioneiros foram libertados, também não foi possível confirmar se algum dos prisioneiros libertados constava da lista de nomes preferenciais dos Talibã.
A 17 de maio de 2020 Ghani assinou um acordo de divisão de poder com o seu rival Abdullah Abdullah. Este acordo encerrou a longa disputa sobre os resultados das eleições presidenciais afegãs de 2019 e atribuiu a responsabilidade pelas negociações de paz a Abdullah.
Em agosto de 2020 o governo afegão libertou 5 100 prisioneiros, e os Talibã libertaram 1 000. No entanto, o governo afegão recusou-se a libertar 400 prisioneiros da lista daqueles que os Talibã queriam que fossem libertados, pois esses 400 haviam sido acusados de crimes graves. O presidente Ghani afirmou que não tinha autoridade constitucional para libertar esses prisioneiros, então convocou uma loya jirga de 7 a 9 de agosto para discutir o assunto. A jirga concordou em libertar os 400 prisioneiros restantes.
A 14 de agosto de 2020 um dos 21 membros da equipa de negociação de paz do Afeganistão, Fawzia Koofi, foi atacada por homens armados, juntamente com a sua irmã Maryam Koofi, perto de Cabul. Fawzia Koofi é uma proeminente activista de direitos humanos do Afeganistão que tem denunciado os Talibã. Ela também fez parte da equipa que representa o governo do Afeganistão nas negociações de paz com os Talibã.
Oficiais dos Talibã acusaram o governo afegão de adiar intencionalmente a libertação de 100 detidos dos Talibã a fim de dificultar as negociações intra-afegãs. O governo afegão negou as acusações, insistindo que todos os prisioneiros dos Talibã foram libertados. Em setembro de 2020, o governo afegão libertou cerca de 5 000 prisioneiros dos Talibã a pedido da administração Trump. Uma equipa de mediação do governo permaneceu de prontidão para viajar a Doha para negociações com os Talibã, mas os atrasos foram persistentes. No final das contas, as tropas ocidentais continuaram a retirar-se sem nenhum acordo, e em agosto de 2021 os Talibã rapidamente assumiram o controlo do país pela força.